# Kuboyama Yoshikiyo
Yoshikiyo Kuboyama (sinh ngày 21 tháng 7 năm 1976) là một cầu thủ bóng đá người Nhật Bản.

## Sự nghiệp câu lạc bộ
Yoshikiyo Kuboyama đã từng chơi cho Yokohama Flügels và Shimizu S-Pulse.